# Dougal Dixon

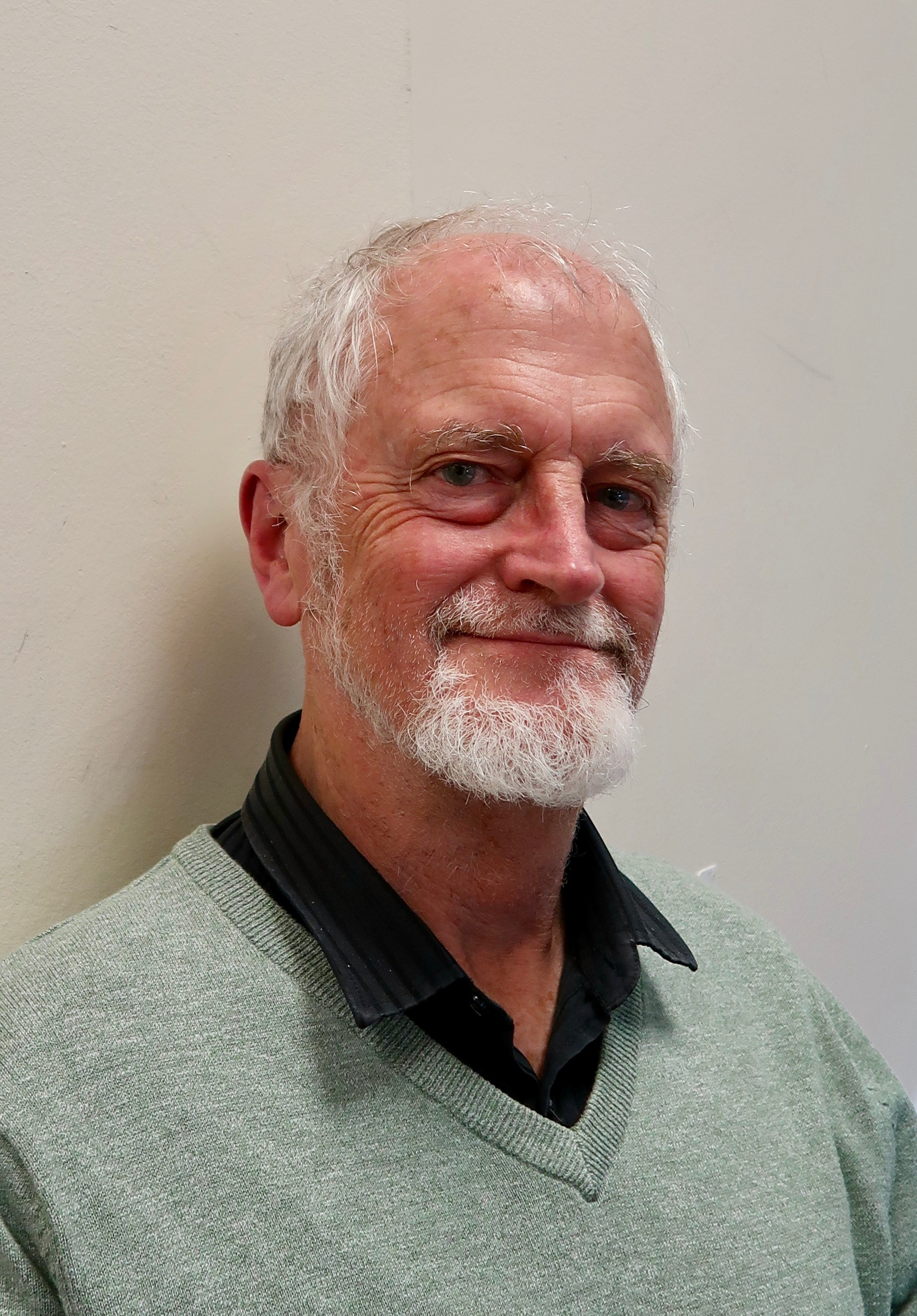
Dougal Dixon, 2019

Dougal Dixon (* 9. Mai 1947 in Dumfries, Schottland) ist ein britischer Paläontologe und Evolutionsforscher.

## Leben
Dixon studierte Geologie und Paläontologie an der Universität St Andrews. Seit 1973 veröffentlicht er erfolgreich Sachbücher aus seinem Forschungsgebiet. 1982 schließlich schafft er jenes Werk, das ihn berühmt macht: In After Man (dt. Die Welt nach uns) stellt er eine Welt vor, die 50 Millionen Jahre in der Zukunft liegt. Die Natur konnte sich vom ausgestorbenen Menschen und den Zerstörungen, die er brachte, erholen und neue Arten haben sich entwickelt. Das Buch wurde als Überblick über die Evolutionstheorie angelegt und stellte verschiedene Methoden der Evolution vor. Das Buch war so erfolgreich, dass weitere ähnliche Werke folgten. In The New Dinosaurs entwickelt er eine Welt, in der die Dinosaurier nie ausgestorben sind und in Man after Man stellt er die Idee von einer zukünftigen Zersplitterung des Menschen in eine Vielzahl von Arten vor.

## Werke
- After Man: A zoology of the Future. 1981 (Die Welt nach uns : eine Zoologie der Zukunft. Bertelsmann, 1982, ISBN 3-570-05467; Auch: Neuübersetzung Geschöpfe der Zukunft. Heel, 1999, ISBN 3-89365-809-2).
- Time Exposure.
- The New Dinosaurs. 1988.
- Man after Man. 1991.
- mit John Adams: The future is wild. (deutsch: Die Zukunft ist wild. vgs, Köln 2002, ISBN 3-8025-1482-3).